# Jean Rondeau

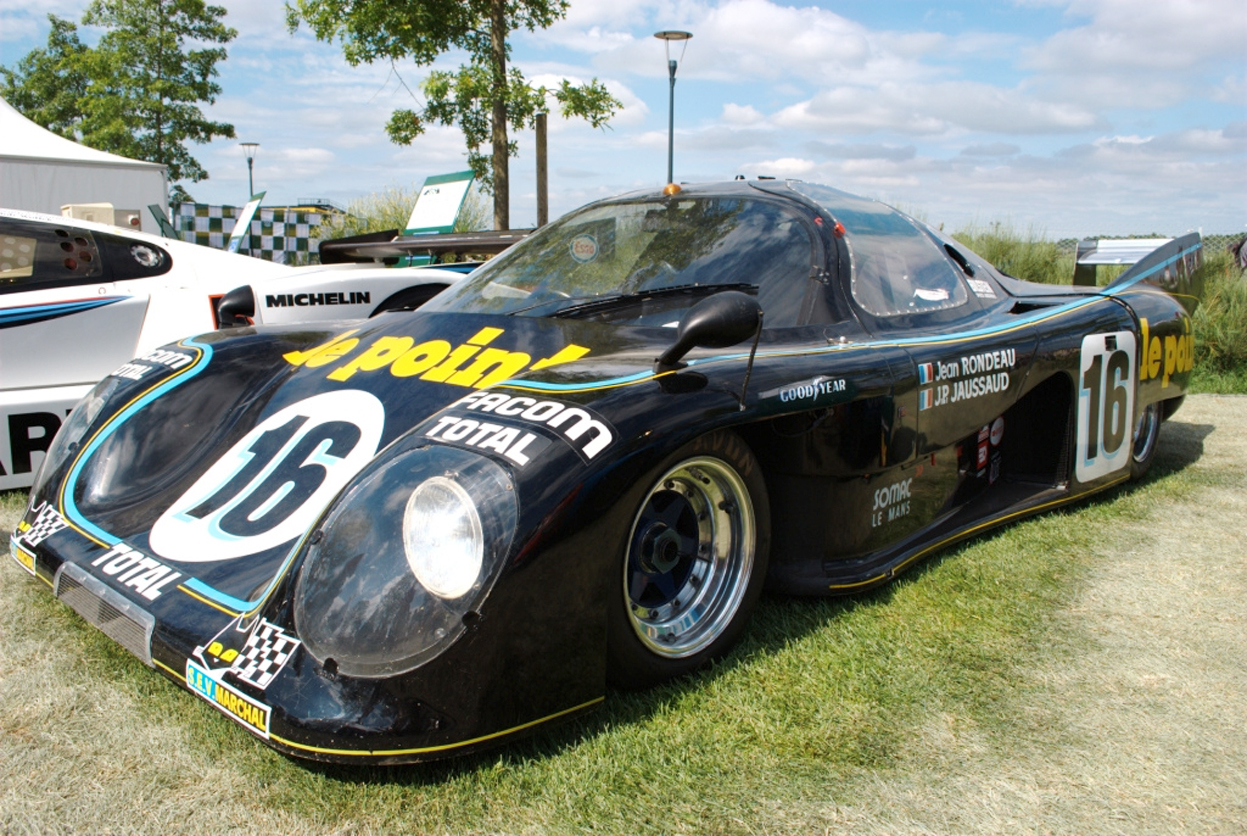
Der Rondeau M379B, der 1980 die 24 Stunden von Le Mans gewann

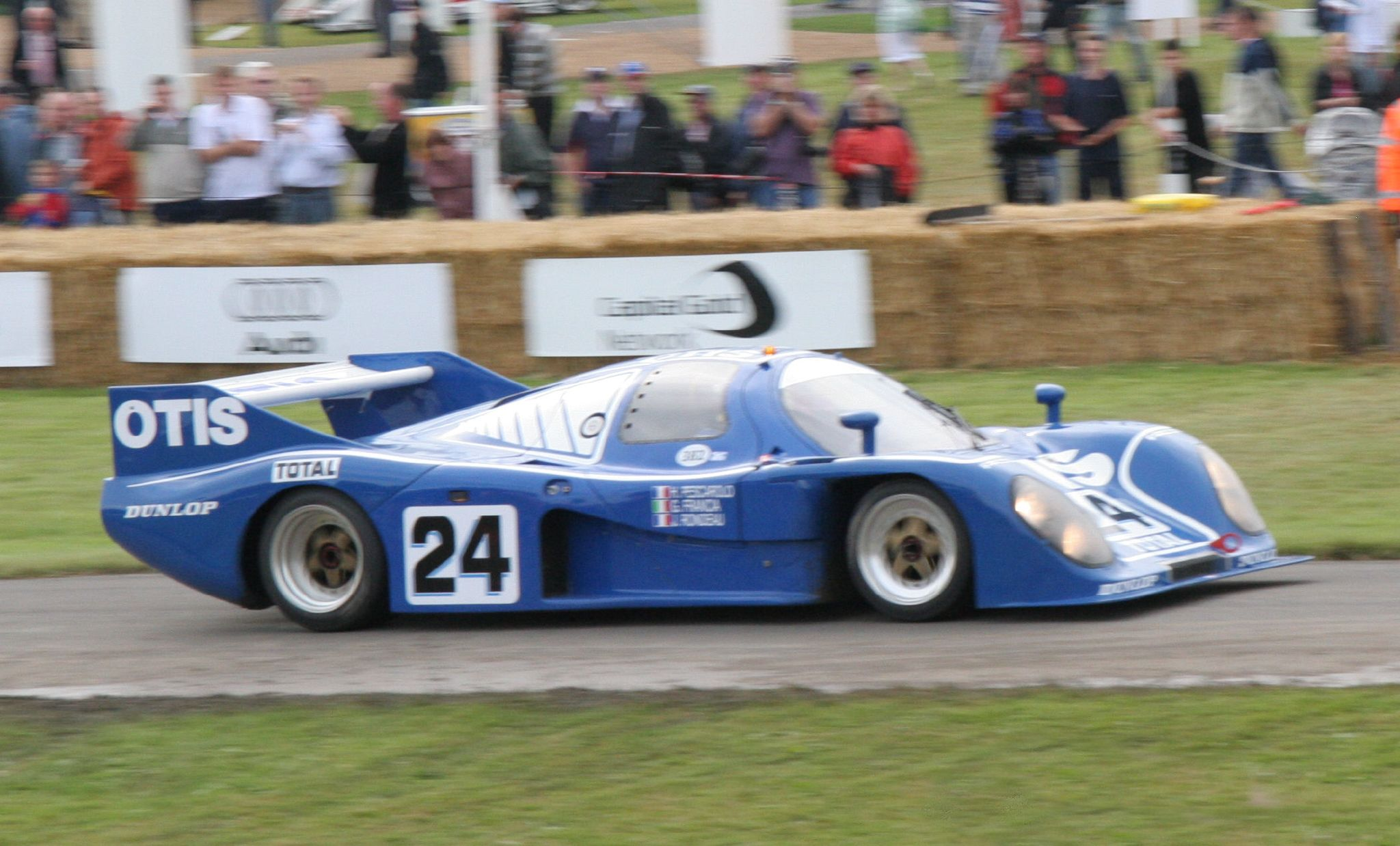
Der Rondeau M382 nach dem Reglement der Gruppe C

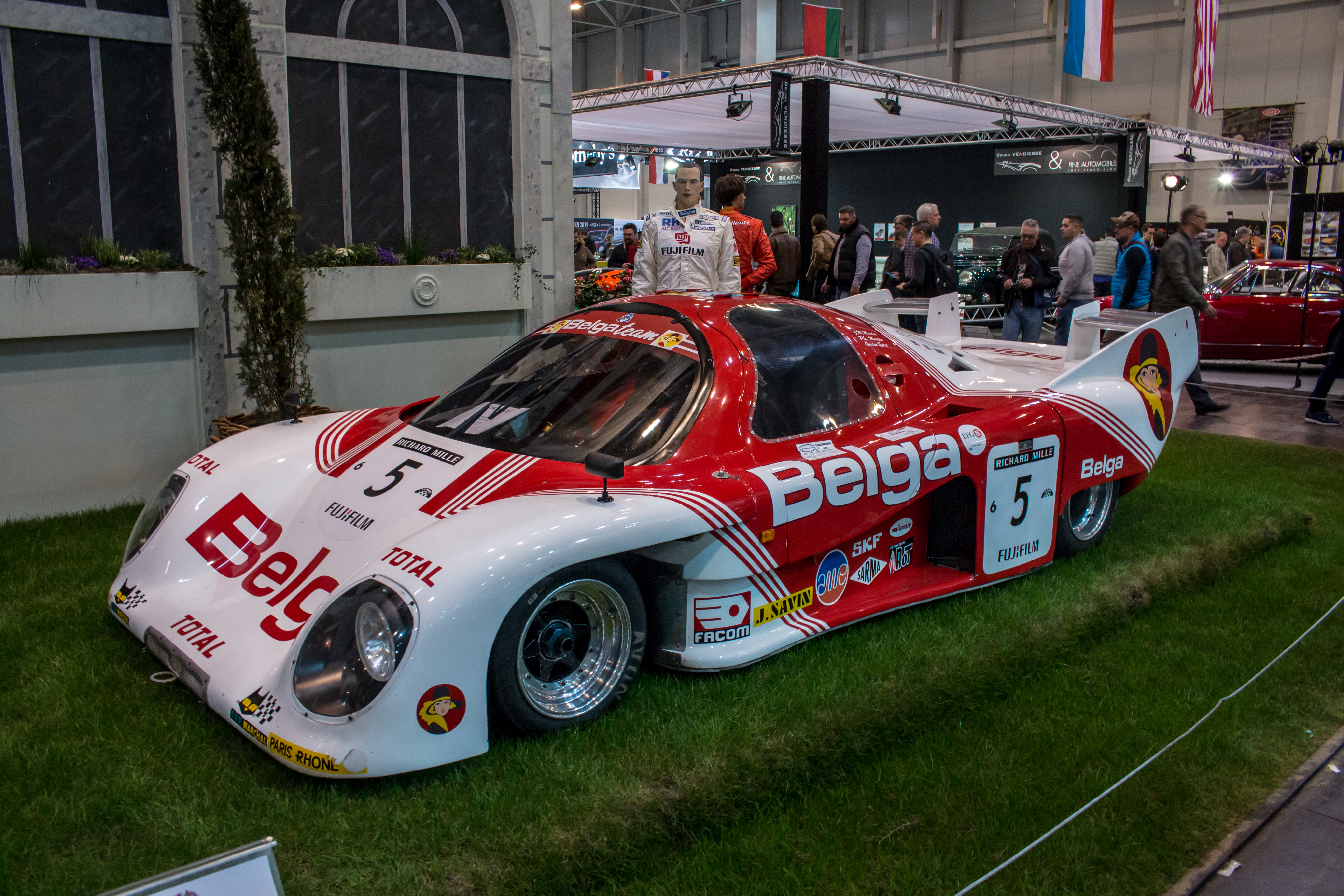
Der erste Rennwagen Rondeaus, der M378

Jean Jacques Ferdinand Rondeau (* 13. Mai 1946 in Le Mans; † 27. Dezember 1985 in Champagné) war ein französischer Automobilrennfahrer und Konstrukteur von Sportwagen.

## Erste Rennen in Le Mans
Rondeau begann seine Karriere wie viele seiner Landsleute in der Formel Renault, erkannte jedoch früh, dass seine wahre Passion bei den Touren- und Sportwagen lag. 1972 nahm er erstmals am 24-Stunden-Rennen in Le Mans teil. 1976 kam er als Fahrer ins Team von Inaltera und wurde Teamkollege von Jean-Pierre Beltoise und Henri Pescarolo.

## Der Konstrukteur
Rondeau begann 1978 mit dem Bau von Sportwagen, mit dem Ziel, damit die 24 Stunden von Le Mans zu gewinnen. Die Fabrik siedelte er in der Nähe der Rennstrecke an und mit dem Rondeau M378 kam der 1978 erstmals mit einem eigenen Team an die Sarthe. Der Wagen wurde von einem Ford-Cosworth-V8-Motor angetrieben und schaffte in der Besetzung Jean Rondeau/Bernard Darniche/Jacky Haran einen neunten Gesamtrang. Rondeau war dabei als Fahrer, Konstrukteur und Teamchef in Personalunion tätig. Bestätigt durch diesen Erfolg kam Rondeau 1979 schon mit einem 2-Wagen-Team nach Le Mans. Diesmal verzichtete Rondeau auf eine Teilnahme als Fahrer und konzentrierte sich ganz auf die Arbeit als Teamchef. Die Fahrzeuge mit der Typbezeichnung M379 wurden von Beltoise/Pescarolo und Darniche/Ragnotti gesteuert und kamen beide unter die ersten zehn der Gesamtwertung (der Ragnotti-Wagen kam als Fünfter an, der von Pescarolo im Schlussturn gesteuerte wurde Zehnter).

## Der Sieg
1980 griff Rondeau wieder selbst ins Lenkrad. Gemeinsam mit Jean-Pierre Jaussaud, der 1978 mit Didier Pironi in Le Mans siegreich war, fuhr er einen der drei M379B. Das Rennen sollte zum Triumph für das kleine Privatteam werden. Rondeau und Jaussaud lieferten sich über die gesamte Renndistanz ein hartes Duell mit dem Porsche 908 von Jacky Ickx und Reinhold Joest und siegten mit einem Vorsprung von zwei Runden auf den Porsche. Rondeau ist damit der einzige Fahrer in der langen Geschichte dieses Rennens, der den Sieg mit einem Fahrzeug, das seinen Namen trägt, feiern konnte. Abgerundet wurde der Erfolg durch den dritten Gesamtrang eines weiteren M379B, gefahren von Gordon Spice und den belgischen Martin-Brüdern.

## Weitere Erfolge und Rückschläge
1981 kam Rondeau mit der Konfiguration M379CL und fünf Fahrzeugen nach Le Mans. Das Rennen wurde überschattet vom tödlichen Unfall von Jean-Louis Lafosse, der in den frühen Morgenstunden des Sonntag am Ende der Hunaudières mit dem Rondeau verunglückte und noch an der Unfallstelle verstarb. Dass zwei Werkswagen hinter dem Porsche 936 von Jacky Ickx und Derek Bell den zweiten und dritten Gesamtrang erreichten, konnte den tragischen Verlust von Lafosse nicht schmälern. Außerdem konnte die Unfallursache nie restlos geklärt werden. 1982 noch einmal, diesmal allerdings erfolglos, kam Rondeau mit einem Werksteam nach Le Mans. Ab 1983 wurden die schnellen Fahrzeuge von diversen Privatteams an den Start gebracht (1983 auch von Ford France mit Jaussaud und Philippe Streiff im Auto). Rondeau blieb weiterhin als Konstrukteur tätig, und die Fahrzeuge erhielten ab 1982 die Typenbezeichnung M382. Zum letzten Mal sah man 1988 einen Rondeau in Le Mans. Das Werksteam wurde Ende 1982 aufgelöst. Jean Rondeau wähnte sich schon als Sieger des Markenpokals der Sportwagen-Weltmeisterschaft, als ihm die FIA diesen Erfolg versagte. Sie erlaubte Porsche, Punkte eines privaten Porsche 930, die dieser beim 1000-km-Rennen auf dem Nürburgring erreichte, zu denen der Werksmannschaft zu addieren. Porsche wurde zum Gesamtsieger erklärt und Otis, der Hauptsponsor, zog sich zurück.
Rondeau selbst kam 1984 und 1985 noch zweimal als Fahrer nach Le Mans und wurde 1984 völlig überraschend mit einem Porsche 956, eingesetzt vom US-Amerikaner Preston Henn, Zweiter der Gesamtwertung.
Jean Rondeau starb im Dezember 1985 durch einen Verkehrsunfall in Champagné. Er kam mit seinem Privatfahrzeug (angeblich folgte er einem Polizeifahrzeug, das ihn kontrollieren wollte) auf den Schienen eines Bahnübergangs zum Stehen, als sich die Schranken schlossen. Der Wagen wurde von einem Zug erfasst und Rondeau kam dabei ums Leben.

## Statistik

### Le-Mans-Ergebnisse
| Jahr | Team                          | Fahrzeug       | Teamkollege          | Teamkollege       | Platzierung            | Ausfallgrund       |
| ---- | ----------------------------- | -------------- | -------------------- | ----------------- | ---------------------- | ------------------ |
| 1972 | Brian Robinson                | Chevron B21    | Brian Robinson       |                   | Ausfall                | Zylinder überhitzt |
| 1974 | Christian Poirot              | Porsche 908/02 | Christian Poirot     |                   | Rang 19                |                    |
| 1975 | Auto Mazda Claude Buchet      | Mazda RX-3     | Claude Buchet        |                   | Ausfall                | Motorschaden       |
| 1976 | Inaltera                      | Inaltera LM    | Jean-Pierre Jaussaud | Christine Beckers | Rang 21                |                    |
| 1977 | Inaltera                      | Inaltera LM    | Jean Ragnotti        |                   | Rang 4 und Klassensieg |                    |
| 1978 | Jean Rondeau                  | Rondeau M378   | Jacky Haran          | Bernard Darniche  | Rang 9 und Klassensieg |                    |
| 1979 | Merlin Plage Rondeau          | Rondeau M379   | Jacky Haran          |                   | Ausfall                | Unfall             |
| 1980 | Jean Rondeau ITT Le Point     | Rondeau M379B  | Jean-Pierre Jaussaud |                   | Gesamtsieg             |                    |
| 1981 | Otis Jean Rondeau             | Rondeau M379C  | Jean-Pierre Jaussaud |                   | Ausfall                | Chassis gebrochen  |
| 1982 | Otis Automobiles Jean Rondeau | Rondeau M382   | Jean Ragnotti        | Henri Pescarolo   | Ausfall                | Motorschaden       |
| 1983 | Ford France                   | Rondeau M482   | Alain Ferté          | Michel Ferté      | Ausfall                | Motorschaden       |
| 1984 | Henn’s T-Bird Swap Shop       | Porsche 956    | John Paul junior     |                   | Rang 2                 |                    |
| 1985 | Welter Racing                 | WM P83B        | Jean-Daniel Raulet   | Michel Pignard    | Rang 17                |                    |

### Sebring-Ergebnisse
| Jahr | Team                   | Fahrzeug     | Teamkollege  | Teamkollege | Platzierung | Ausfallgrund |
| ---- | ---------------------- | ------------ | ------------ | ----------- | ----------- | ------------ |
| 1984 | Silver Lake Plantation | Rondeau M382 | Gary Belcher | John Gunn   | Ausfall     | Elektrik     |